# Погледај ме, невернице
Погледај ме, невернице је југословенски кратки ТВ филм из 1974. године. Режирао га је Срђан Карановић а сценарио су написали Мирослав Јосић Вишњић и Срђан Карановић.

## Опис филма
Трагична прича о равници, љубави, даљини, неверству и наравима у једном селу.
Аматерска сеоска филмска екипа снима филм о љубави двоје младих која се завршила трагично. Током снимања реконструишу се сцене из живота љубавника, и у тим ситуацијама редитељ непрекидно прожима комично и трагично, иронију и патетику.

## Улоге
| Глумац            | Улога |
| ----------------- | ----- |
| Радмила Прванов   |       |
| Славица Бацковић  |       |
| Ана Кета          |       |
| Владимир Томин    |       |
| Лаза Аћимов       |       |
| Дурад Војиновић   |       |
| Божидар Урошев    |       |
| Радивоје Живков   |       |
| Милун Гачановић   |       |
| Љубомир Стошић    |       |
| Паун Баба         |       |
| Боривоје Бајчетић |       |
| Жива Живојинов    |       |
| Дорина Баба       |       |
| Јовица Јанош      |       |
| Јон Гетејанић     |       |